# Papilla duodenale minore
Nell'anatomia umana la papilla duodenale minore è un piccolo sbocco che unisce il dotto pancreatico accessorio al duodeno; è di importanza minore e talvolta è assente nel corpo umano.

## Anatomia
Viene chiamata anche papilla duodenale superiore per la posizione che occupa rispetto all'altra papilla. Il condotto (detto anche del Santorini) che si unisce a tale papilla è spesso irregolare e presenta pieghe.